# Bravos de Venezuela
Bravos de Venezuela es el equipo de desarrollo de rugby de Venezuela patrocinado por la Federación Venezolana de Rugby (FVR). El equipo de desarrollo nació en octubre de 2014 como una forma de elevar el número de jugadores con experiencia internacional para las selecciones de rugby masculinos, especialmente con los jóvenes comprendidos entre los 19 y los 23 años.

## Partidos disputados

### Serie binacional colombo venezolana 2014-2015
| Adversario   | Jugados | Ganados | Perdidos |
| ------------ | ------- | ------- | -------- |
| Cafeteros XV | 4       | 1       | 3        |

|  | Local | vs. | Visita |  |  |

|  | Local | vs. | Visita |  |  |

|  | Local | vs. | Visita |  |  |

|  | Local | vs. | Visita |  |  |